# Prince Polley
Prince Polley (Accra, 4 maggio 1969) è un ex calciatore ghanese, di ruolo attaccante.